# CPS-1

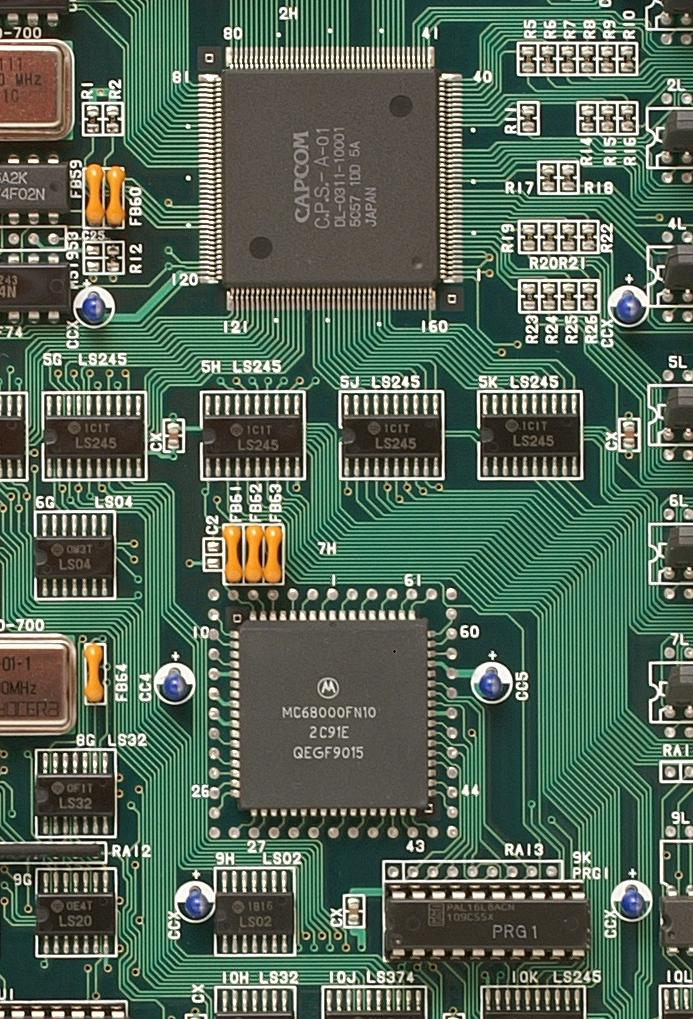
Placa CPS-1 com CPU Motorola 68000 a 10 MHz

A CPS-1 ou Capcom Play System 1 é uma placa de arcade da Capcom que estreou em 1988 com o jogo Forgotten Worlds. Street Fighter II, um dos jogos de luta mais populares de todos os tempos, utilizava esse sistema.
O sistema foi vítima de uma série de versões alteradas (bootlegs) de seus jogos. Particularmente, havia tantas versões modificadas de Street Fighter II que eram mais comum encontrá-las que a versão original, especialmente no Brasil. Esse problema seria resolvido mais tarde com o lançamento da CPS-2 e um complexo esquema de proteção.

## Especificações técnicas da CPS-1
- CPU principal: Motorola 68000 a 10,0 MHz  (posteriormente algumas placas funcionariam a 12 MHz)
- CPU secundária: ZiLOG Z80 a 4 MHz
- Chips de som: Yamaha YM2151 a 3,57958 MHz + OKI MSM6295 a 7,576 kHz ou Q-Sound a 4 MHz
- Paleta de cores: 65,536
- Cores simultâneas na tela: 4096
- Cores por objeto: desconhecido
- Número de objetos:  256 (por scanlines)
- Scroll Faces: desconhecido
- Resolução: 384 × 224 pixels a 59,6294 Hz

## Lista de jogos para CPS-1
- 1941: Counter Attack
- Cadillacs and Dinosaurs
  - Cadillacs Kyōryū Shinseiki (Japão)
- Capcom World 2: Adventure Quiz
- Captain Commando
- Carrier Air Wing
  - U.S. Navy (Japão)
- Dynasty Wars
  - Tenchi o Kurau (Japão)
- Final Fight
- Forgotten Worlds
  - Lost Worlds (Japão)
- Ghouls 'n Ghosts
  - Dai Makaimura (Japão)
- The King of Dragons
- Knights of the Round
- Mega Man: The Power Battle
  - Rockman: The Power Battle (Japão)
- Mega Twins
  - Chiki Chiki Boys (Japão)
- Mercs
  - Senjō no Ōkami II (Japão)
- Nemo
- Pang! 3
- Pnickies
- The Punisher
- Quiz & Dragons: Capcom Quiz Game
- Quiz Tonosama no Yabō 2: Zenkoku-ban
- Saturday Night Slam Masters
  - Muscle Bomber: The Body Explosion (Japão)
  - Muscle Bomber Duo: Ultimate Team Battle (Internacional)
- Street Fighter II: The World Warrior
- Street Fighter II: Champion Edition
- Street Fighter II': Hyper Fighting
- Street Fighter II' Turbo: Hyper Fighting
- Strider
  - Strider Hiryū (Japão)
- Three Wonders
  - Wonder 3 (Japão)
- U.N. Squadron
  - Area 88 (Japão)
- Varth: Operation Thunderstorm
- Warriors of Fate
  - Tenchi o Kurau II: Sekiheki no Tatakai (Japão)
  - Sangokushi II (Ásia)
- Willow